# Eusebio Tejera
Eusebio Ramón Tejera (6 gennaio 1922 – Montevideo, 9 novembre 2002) è stato un calciatore uruguaiano di ruolo difensore, campione del mondo nel 1950 con la Nazionale uruguaiana.

## Carriera
Tejera giocò nel Nacional di Montevideo dal 1945 al 1950, con cui vinse 3 campionati uruguaiani.
Conta 31 presenze con la Nazionale uruguaiana, con cui esordì il 24 gennaio 1945 contro l'Ecuador (5-1).
Fece parte della selezione che vinse i Mondiali nel 1950, dove disputò tutte le 4 partite dell'Uruguay, e di quella che raggiunse il 4º posto nel 1954, dove tuttavia non scese mai in campo.
È stato convocato anche per il Campeonato Sudamericano de Football nel 1945, nel 1946 e nel 1947, le prime due concluse al 4º posto e l'ultima al 3º.

## Palmarès

### Club

#### Competizioni nazionali
- Campionato uruguaiano: 3

Nacional: 1946, 1947, 1950

### Nazionale
- Campionato mondiale: 1

Brasile 1950